# Башкатов Юрій Миколайович
Башкатов Юрій Миколайович (20 червня 1968 — 3 вересня 2022) — радянський плавець.
Призер Олімпійських Ігор 1988, 1992 років.
Призер Чемпіонату світу з водних видів спорту 1991 року.
Чемпіон Європи з водних видів спорту 1989 року.